# Prix du CRCCF
 (août 2020).
Si vous disposez d'ouvrages ou d'articles de référence ou si vous connaissez des sites web de qualité traitant du thème abordé ici, merci de compléter l'article en donnant les références utiles à sa vérifiabilité et en les liant à la section « Notes et références ».
Le Prix du CRCCF « reconnaît les mérites de chercheurs ou d’auteurs remarquables dont les travaux ont porté sur le Canada français dans l’une ou l’autre de ses dimensions multiples, et souligne l’admiration et la reconnaissance de leurs pairs pour leur travail ou leur implication particulière ». Il est remis par le Centre de recherche en civilisation canadienne-française de l'Université d'Ottawa, Ontario, Canada.

## Récipiendaires
- 2019-2020 - Anne Gilbert
- 2016-2017 - Léon Thériault
- 2015-2016 - Non attribué
- 2014-2015 - Raymond Mougeon
- 2013-2014 - Monica Heller
- 2012-2013 - Joseph-Yvon Thériault
- 2011-2012 - Rolande Faucher
- 2010-2011 - Gratien Allaire
- 2009-2010 - Jean Lafontant
- 2008-2009 - Dean Louder et Éric Waddell
- 2007-2008 -  Réjean Robidoux